# Kaland, Norge
Kaland är en tätort i Austrheims kommun i Vestland fylke i västra Norge. Orten ligger där fylkesväg 57 möter fylkesväg 565, väster om oljeraffinaderiet Mongstad.